# Sandalodes minahassae
Sandalodes minahassae är en spindelart som beskrevs av Anna Maria Sibylla Merian 1911. Sandalodes minahassae ingår i släktet Sandalodes och familjen hoppspindlar. Inga underarter finns listade i Catalogue of Life.